# Bewitching the Pomerania
Bewitching the Pomerania è un EP registrato dalla blackened death metal band Behemoth, pubblicato su Solistitium Records nel 1997. Marchia il passaggio della band da uno stile puramente black metal a sonorità più affini al death metal. È inoltre il primo disco la cui copertina mostra il logo della band nella sua attuale forma.

## Tracce
1. "With Spell of Inferno (Mefisto)" - 4:39
2. "Hidden in a Fog" (registrata nuovamente) - 5:13
3. "Sventevith (Storming Near the Baltic)" (registrata nuovamente) - 5:18

## Formazione
- Nergal - voce, chitarra
- Les - basso
- Inferno - batteria e percussioni